# Simon Njami

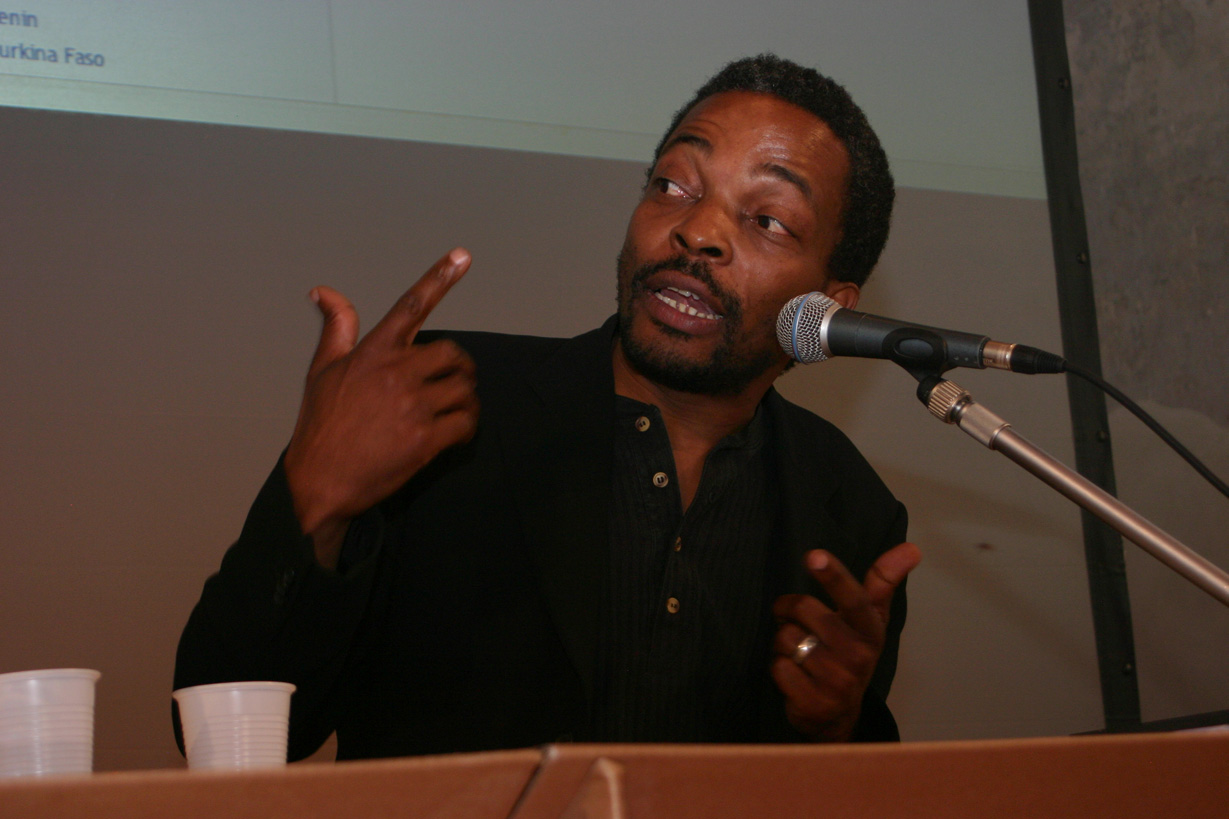
Simon Njami (2007)

Simon Njami (* 4. Januar 1962 in Lausanne) ist ein in Paris lebender Autor, Kurator und Kunstkritiker.

## Karriere
Njami wurde 1962 in der Schweiz geboren; seine Eltern stammen beide aus Kamerun.
Er organisierte eine Vielzahl an Ausstellungen zur zeitgenössischen Kunst aus Afrika, vor allem Africa Remix (2004), den afrikanischen Pavillon auf der Biennale in Venedig (zusammen mit Fernando Alvim, 2007) und die Kunstmesse Joburg Art Fair im Jahr 2008. Von 2001 bis 2003 war er künstlerischer Leiter der Gruppe Rencontres de la Photographie Africainen und seit 2001 Direktor der Bamako Photography Biennale.
Zudem ist er als Berater für die Association Française d'Action Artistique tätig, ist Mitbegründer der Zeitschrift Revue Noire und publizierte Titel wie Coffin and Co. oder Flash Afrique!.
Njami war Mitglied der ersten Findungskommission zur Entscheidung über die kuratorische Leitung der documenta 16 im Jahr 2027. Am 16. November 2023 teilte die documenta, nach dem bereits in den Tagen zuvor erfolgtem Rücktritt von zwei Mitgliedern der Findungskommission, den Rücktritt der verbliebenen Mitglieder der Findungskommission mit.

## Werke (Auswahl)
als Autor
- Sargnagel & Cie (Cercueil & Cie, 1985). Rowohlt, Reinbek 1985, ISBN 3-499-42823-7 (Kriminalroman).
- African Gigolo. Roman. Seghers, Paris 1989, ISBN 2-232-10205-X.
- James Baldwin ou le devoir de la violence. Seghers, Paris 1991, ISBN 2-232-10247-5 (Biographie).

als Herausgeber
- Africa remix. Contemporary art of a continent. Hayward Gallery, London 2005, ISBN 1-85332-246-6 (Katalog der gleichnamigen Ausstellung, 10. Februar bis 17. April 2005).
- Bamako 2003. Recontres de la photographie africaine. Koehler, Paris 2003, ISBN 2-7107-0710-1.
- Ausstellungskatalog: The Divine Comedy.
  - deutsche Ausgabe 2014 zur Ausstellung im Museum für Moderne Kunst (MMK), Frankfurt am Main: Die Göttliche Komödie, Kerber, Bielefeld, ISBN 978-3-86678-931-9.